# Breidenbruch
 Breidenbruch ist eine Ortschaft der Stadt Wiehl im Oberbergischen Kreis im Regierungsbezirk Köln in Nordrhein-Westfalen. Der Ort liegt in Luftlinie rund 5 km nördlich vom Stadtzentrum von Wiehl entfernt nahe bei Bomig. Beidenbruch liegt  der nördlich der   Bundesautobahn 4.

## Geschichte
- In den Futterhaferlisten von 1571 und 1580 ist ein Hofbesitzer In dem Breidenbroch aufgeführt. Ob der Hof schon zuvor besiedelt war, ist nicht belegt.
- In der A. Mercator-Karte von 1575 wird Im breiden Broich verzeichnet mit der Anmerkung: etliche hueff bey einander ligend.
- Ein Rodungsgehöft in geschützter Quellmuldenlage. Orte mit ~bruch sind im 14. oder 15. Jahrhundert entstanden; die Endung weist auf ein feuchtes, sumpfiges Gelände hin.
- In der Umgebung früher Abbau von Eisenstein. Letzte Abbau- und Aufschließungsarbeiten auf der zum Halstenbachtal hin gelegenen Bleierzgrube Siegfried wurden um 1900 wegen Unergiebigkeit eingestellt.
- Offiziell ist Breidenbruch seit 1969 nicht mehr selbständiger Ortsname, sondern in Bomig aufgegangen.